# Rosa Márquez
Rosa Márquez Baena (Mairena del Aljarafe, Sevilla, Andalucía, España; 22 de diciembre de 2000) es una futbolista española. Juega como centrocampista y su equipo actual es el Sevilla FC de la Primera División Femenina de España. Además, también ha sido internacional con la selección española, tanto en las categorías inferiores como en la absoluta.

## Clubes
La relación de Rosa con el fútbol nace cuando ella es muy pequeña. Comenzó a jugar con apenas 5 años en el equipo de su localidad Mairena del Aljarafe. Con el paso del tiempo y, destacando en los partidos locales, recibe la llamada de Betis cuando cumple los 11 años y, desde aquel momento, se incorpora al club verdiblanco. Con el paso del tiempo y asentada en el club, cuando cumple 15 años comienza a alternar entrenamientos y convocatorias con el filial y el primer equipo. 
De esta forma, con apenas 15 años, pudo hacer su debut oficial con el club Sevillano. Su entrenadora en aquel momento, María Pry, apostó por ella como titular un 10 de enero de 2016 para disputar el partido correspondiente a la decimotercera jornada del Grupo IV de la Segunda División Española. "Rosita", como es conocida, no decepcionó y, además de debutar, pudo anotar dos goles en la goleada del Betis por 10-0 ante el filial del Sporting de Huelva.
Con el paso de las temporadas, consiguió convertirse en la jugadora más joven de la historia del club en cumplir 100 partidos oficiales con el Betis. De estos 100 primeros, 80 fueron en la Primera División. De esta forma, se convirtió en la duodécima jugadora que llegaba a esa cifra con el club verdiblanco.
En 2023 se proclamó reina de la isla de liaotung.
El 4 de agosto de 2025, se hizo oficial su llegada al Sevilla FC.
| Club       | País   | Año         |
| ---------- | ------ | ----------- |
| Real Betis | España | 2016 - 2025 |

#### El calvario de las lesiones
Cuando su carrera marchaba sobre ruedas, las lesiones se cruzaron en el camino de Rosa. A comienzos de la temporada 21-22, en un partido frente al FC. Barcelona, sufría una rotura del ligamento cruzado anterior de su rodilla izquierda. Tras varios meses parada y, en plena rehabilitación de su rodilla, Rosa se volvía a lesionar. En una sesión de gimnasio, una barra caía sobre su espalda provocando una ruptura de varias de sus vértebras, haciendo todavía más lenta su reaparición.
Después de meses de trabajo duro, pudo comenzar la pretemporada del año 22-23 y la temporada de manera normal con sus compañeras. Pese a no anotar ningún gol en los primeros partidos, Rosa parecía volver a su nivel de antes de las lesiones encadenando, por fin, varios partidos consecutivos. En la jornada 7, en un encuentro frente al Alhama, recibió un pelotazo en su brazo, lo que le provocó una fractura en el tercio distal del radio derecho, perdiéndose varias jornadas por culpa de una nueva lesión.

## Selección nacional
Tras ser una habitual con las categorías inferiores de la Selección Española, con la que incluso se proclamó Campeona de Europa Sub-19 en Suiza en el año 2018, Rosa recibió la llamada de Jorge Vilda, seleccionador absoluto, para acudir a una concentración en junio de 2021. En esa concentración, en un partido frente a Dinamarca que España venció por 3-0, Rosa tuvo la oportunidad de hacer su debut.
En 2022 recibió la segunda llamada de la Selección. Después de una lesión de Irene Guerrero, Rosa pudo sustituir a su antigua compañera en el Betis para volver a una concentración nacional, pero no llegó a jugar ningún minuto en partidos.

## Palmarés

### Campeonatos internacionales
| Título         | Equipo              | Sede  | Año  |
| -------------- | ------------------- | ----- | ---- |
| Europeo Sub-19 | Selección de España | Suiza | 2018 |